# Philip Snowden, 1. Viscount Snowden

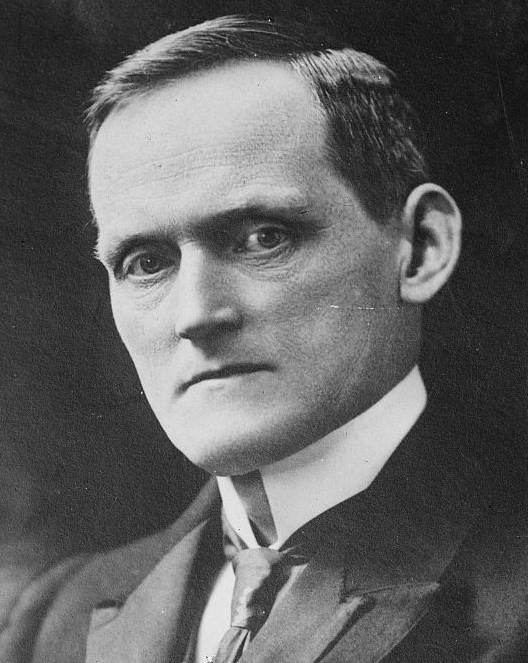
Philip Snowden

Philip Snowden, 1. Viscount Snowden (* 18. Juli 1864 in Cowling; † 15. Mai 1937 in Tilford) war ein britischer Politiker und der erste britische Schatzkanzler der Labour Party. Für kurze Zeit war er Mitglied der nationalen Koalitionsregierung unter Ramsay MacDonald und wurde dafür aus der Labour Party ausgeschlossen.

## Kindheit und Jugend
Snowden wurde in Cowling nahe der Stadt Keighley in West Riding of Yorkshire geboren. Seine Eltern waren Weber. Sein Vater war Methodist und radikaler Liberaler. Philip Snowden wurde als Methodist erzogen, wurde Antialkoholiker und schloss sich wie sein Vater der liberalen Partei an.
Der Vater hatte trotz seiner Armut genug Geld zusammengespart, um seinem Sohn die Möglichkeit eines weiteren Schulbesuchs zu geben, statt dass er, wie die meisten Kinder in der Umgebung, schon nach der ersten Grundbildung hätte mit der Arbeit beginnen müssen. Philip Snowden war ein guter Schüler und wurde 1886 Angestellter im öffentlichen Dienst. Er hatte während der folgenden Jahre Posten in Liverpool, auf den Orkneyinseln, in Aberdeen und Plymouth inne. 1891 erlitt er jedoch eine Rückenverletzung, welche nach seinen Angaben Folge eines Fahrradunfalls war, aber möglicherweise eher Rückentuberkulose. Aufgrund dessen war Snowden für den Rest seines Lebens behindert und gezwungen, an Krücken zu gehen. Er musste seine Karriere im öffentlichen Dienst 1893 beenden.

## Engagement für den Sozialismus
Da er seine Berufstätigkeit nicht fortsetzen konnte, begann Snowden, sich umso mehr in Studien und der Politik zu engagieren. Er las viel sozialistische Literatur, zuerst mit der Absicht, die Gefahren des Sozialismus aufzuzeigen und diesem entgegenzuarbeiten. Nach einer Weile wurde er aber stattdessen überzeugter Sozialist und trat 1895 der Independent Labour Party (ILP) bei. Er wurde ein herausragender Sprecher der ILP und sehr wichtig für deren Organisation im westlichen Yorkshire. 1898 wurde er in die Führung der ILP gewählt und 1903–1906 war er deren Vorsitzender.
Für die Konversion vom Liberalismus zum Sozialismus benötigte er mehrere Jahre und viele seiner Ansichten, die er als Liberaler hatte, brachte er mit in seine neue Rolle als Sozialist. An den ökonomischen Prinzipien in Gladstones Liberalismus, der Betonung von ausgewogenen Budgets und Freihandel, hielt er sein Leben lang fest. Er meinte jedoch, dass der Sozialismus, in der Bedeutung kollektives Eigentum der Produktionsmittel und staatliche Steuerung der Ökonomie, notwendig sei, um die Ungleichheit zu beseitigen und das Unrecht in der Gesellschaft abzuschaffen.
Für Snowden war der Sozialismus eine moralisch richtige Weise, die Gesellschaft zu organisieren. In seinen Reden und Schriften legte er diesen seinen ethischen Sozialismus dar und schloss oft an christliche Motive an, z. Bsp. 1903 in der populären Schrift The Christ that is to Be. Snowden sah den Sozialismus als Klasseninteressen übergeordnet an und lehnte die Theorie vom Klassenkampf ab. Er war Gewerkschaften gegenüber jederzeit skeptisch, da er sie als Organisationen eines beschränkten Eigeninteresses betrachtete.
Snowden heiratete 1905 Ethel Annakin, eine Vorkämpferin des Frauenwahlrechts. Snowden unterstützte die Ideale seiner Frau und wurde ein beachteter Redner bei den Treffen der Suffragetten und anderen öffentlichen Zusammenkünften. Seine Beziehung zu Ethel kann eine wichtige Ursache dafür gewesen sein, dass er sich stark für das Frauenwahlrecht zu engagieren begann, nachdem er es zunächst als eine Frage angesehen hatte, die zusammen mit dem Wahlrecht der Arbeiter gelöst werden sollte.

## Parlamentsabgeordneter
Snowden kandidierte im Wahlkreis Blackburn zum ersten Mal 1900 für das Parlament, doch noch ohne Erfolg. Bei den Wahlen 1906 gewann er den Wahlkreis und wurde damit einer der 29 Abgeordneten der Labour Party, die aus dem Labour Representation Committee im selben Jahr gebildet wurde. Die ILP existierte weiter als Partei mit Verbindung zur Labour Party, und Snowden war einer der „Großen Vier“ in der Leitung der ILP, zusammen mit Keir Hardie, Ramsay MacDonald und Bruce Glasier. Gemeinsam mit diesen verließ er 1909 die Führung der ILP im Zusammenhang mit einer Kontroverse um den eigensinnigen Abgeordneten Victor Grayson, einen Sozialisten, der mit Unterstützung der ILP gewählt wurde, aber sich weigerte, sich den Regeln der Parlamentsgruppe der Labour Party unterzuordnen. Als der Kongress der ILP die Führung in ihrer harten Linie gegen Grayson nicht unterstützte, verstanden die „Großen Vier“ dies als Vertrauensfrage und traten von der Leitung zurück.
Philip Snowdens christlich gefärbter ethischer Sozialismus war ziemlich typisch für die führenden Personen in der ILP während dieser ersten Zeit, aber in der neuen Labour Party mit ihrer starken Basis in den Gewerkschaften schien dies mehr und mehr veraltet.
Snowden schrieb viel über ökonomische Fragen, und es wurde behauptet, dass seine Ideen wegweisend für den damaligen Finanzminister David Lloyd George waren, als er 1909 sein berühmtes radikales Budget aufstellte.
Snowden stand dem Ersten Weltkrieg, der 1914 ausbrach, sehr kritisch gegenüber. Er war kein strikter Pazifist, aber er missbilligte Militarismus im Allgemeinen und meinte, dass dieser Krieg unnötig sei und der Oberklasse auf Kosten der Arbeiter nutze. Er unterstützte aktiv Wehrdienstverweigerer und führte Gerichtsverfahren, in denen Wehrdienstverweigerer ungerecht behandelt wurden, in Parlamentsdebatten an. Am 23. Februar 1916 war er der erste Abgeordnete, der eine größere Rede zugunsten einer Verhandlungslösung des Krieges hielt. Während dieser Periode wurde Snowden als Vertreter des linken Flügels innerhalb Labours aufgefasst, und er kehrte 1916 in die Führung der ILP zurück, die Stellung gegen den Krieg bezogen hatte. Im Jahr darauf wurde er wieder Vorsitzender der ILP.
Snowden war begeistert von der Februarrevolution in Russland 1917, aber sehr kritisch gegenüber der Machtübernahme der Bolschewiki und Lenins marxistischer Ideologie. Sein Verhältnis zur Labour Party wurde gespannter aufgrund der Unterstützung des Krieges durch leitende Parteisprecher und aufgrund der neuen Satzung, die 1918 angenommen wurde und die den Einfluss der ILP verringerte und den der Gewerkschaften steigerte. Er wandte sich deshalb sowohl gegen den rechten Flügel von Labour und gegen den linken in der ILP, der Sympathien für den Kommunismus hatte. Snowden verlor einen großen Teil seines Einflusses in der ILP und verließ den Vorsitzposten 1920. Wegen seines Widerstandes gegen den Krieg wurde er in Blackburn bei den Wahlen 1918 nicht wiedergewählt.

## Finanzminister der ersten Labourregierung 1924
1922 wurde Snowden als Repräsentant für Colne Valley wieder in das Unterhaus gewählt.
Nachdem die Gegensätze in der Kriegsfrage innerhalb der Labour Party beigelegt waren, kehrten die alten führenden Politiker in ihre starken Positionen in der Partei zurück. Snowden war der unumstrittene ökonomische Experte der Partei, und der Parteiführer Ramsay MacDonald ernannte ihn 1923 zum Schattenfinanzminister. Als MacDonald im Januar 1924 Premierminister wurde, ernannte er Snowden zum Schatzkanzler, dem ersten von Labour überhaupt. Er senkte einige Einheitssteuersätze und schaffte einige Zölle ab, aber führte im Übrigen keine besonders radikale Politik. Snowdens höchste Priorität waren „gesunde Staatsfinanzen“ und eine Rückkehr zur Wirtschaftspolitik der Vorkriegszeit mit einem ausgeglichenen Budget und dem Goldstandard für das Pfund Sterling. Sein Budget wurde allgemein gelobt sowohl von Liberalen und Konservativen wie von der eigenen Partei, wo man großes Vertrauen zu ihm und seinen ökonomischen Expertisen hatte.
Snowden verlor den Finanzministerposten nach den Wahlen 1924, als die Konservative Partei wieder an die Macht kam. Die folgenden Jahre war er Schattenfinanzminister.

## Wieder Finanzminister 1929
Nach MacDonalds Wahlsieg bei den Wahlen 1929 wurde Snowden aufs Neue Finanzminister.
Eine wichtige Frage für diese neue Regierung waren die internationalen Verhandlungen über die deutschen Reparationen. Snowden hatte sich die ganze Zeit seit der Unterzeichnung des Versailler Vertrages gegen die harten Forderungen gewandt, die die Siegermächte an Deutschland stellten. Er äußerte die Ansicht, dass man die Reparationsforderungen gegen Deutschland vollständig aufheben dürfe. Als Finanzminister sah er es andererseits als seine Pflicht an, einen angemessenen Teil für Großbritannien einzufordern, so lange Deutschland gezwungen war zu bezahlen. Dem Young-Plan gemäß, den ein internationales Komitee ausgearbeitet hatte, sollten die Forderungen an Deutschland gesenkt werden. Um Italien und Frankreich für den Plan zu gewinnen, hatte die vorherige konservative britische Regierung angeboten, den Anteil der Reparationen, der Großbritannien zukommen sollte, zu senken.
Als Finanzminister beschloss Snowden, diesen Plan zu bekämpfen, welcher, wie er meinte, ungerecht für Großbritannien war. Von einer Konferenz in Den Haag im August 1929 wurde erwartet, dass der Plan angenommen würde, aber Snowden, der Teil der britischen Verhandlungsdelegation war, stellte sich quer und verursachte eine Sensation mit seiner undiplomatischen Weise. Snowden, der keine Erfahrung in der Außenpolitik und in internationalen Verhandlungen hatte, erklärte von Anfang an, dass das Vereinigte Königreich sich weigere, über den Anteil, der ihm in früheren Verträgen zugesprochen worden war, einen Kompromiss einzugehen. Er stellte sich damit gegen Außenminister Arthur Henderson, der eine größere Verhandlungsbereitschaft zeigen wollte. Die Taktik funktionierte und Snowden konnte die meisten seiner Forderungen durchsetzen. Snowdens Einstellung wurde sehr bekannt im Heimatland, wo ihm als großen Patriot gehuldigt wurde und er den Spitznamen „Eiserner Schatzkanzler“ (the Iron Chancellor) bekam.
Snowdens große Popularität in der neuen Rolle als Nationalheld war aber nicht von langer Dauer. Der ökonomische Vorteil, den er für Großbritannien erwirkt hatte, war nicht so groß im Vergleich zu der Krise, die kommen sollte. Der Schwarze Donnerstag an der Wall Street traf im Oktober 1929, kurz nach der Haagkonferenz ein. Während einige in der Labour Party, besonders der junge stellvertretende Minister Oswald Mosley, eine expansive Finanzpolitik forderten, um die Arbeitslosigkeit zu bekämpfen, hielt Snowden an einer streng an Gladstones Idealen liberalen ökonomischen Politik fest. Er wurde von vielen, sowohl damals als auch später, als der hauptsächliche Gegner einer radikalen ökonomischen Politik der Regierung zur Überwindung der großen Depression angesehen, und als der, der den Vorschlag protektionistische Zöllen einzuführen, blockierte. Die Regierung zerfiel in kurzer Zeit, weil viele Minister sich weigerten, Snowdens Vorschlag anzunehmen, die Arbeitslosenunterstützung zu kürzen, während Snowden sich weigerte, ein Budgetdefizit zu akzeptieren.
Snowden behielt den Posten als Finanzminister in der Nationalen Regierung, die Ramsay MacDonald mit Konservativen und Liberalen 1931 bildete. Er wurde deshalb aus der Labour Party ausgeschlossen, wie auch MacDonald und Jimmy Thomas. In der „Nationalen Regierung“ (National Government) konnte Snowden ein Budget mit Kürzungen sowie Steuererhöhungen durchsetzen. Aber im September 1931 wurde er gezwungen, widerwillig den Goldstandard aufzugeben, was einen wichtigen Abschied von den Prinzipien bedeutete, die er bis dahin hochgehalten hatte.
Snowden beschloss, bei den Wahlen 1931 nicht anzutreten. In der Wahl unterstützte er die nationale Regierungskoalition und attackierte die Labour Party wegen ihrer, wie er meinte, unverantwortlichen ökonomischen Politik. Seine Attacken gegen seine früheren Parteigenossen wurde von vielen als übertrieben und als Zeichen seiner Verbitterung aufgefasst.

## Die letzten Jahre
Snowden wurde am 26. November 1931 geadelt und erhielt den Titel Viscount Snowden, of Ickornshaw, in the West Riding of the County of York. Innerhalb von Labour wurde dies von vielen als Heuchelei eines Mannes betrachtet, der früher das House of Lords abschaffen wollte. Snowden war danach Lord Privy Seal bis September 1932, als er aus Protest gegen die Einführung der Imperialpräferenz und protektionistischer Zölle zurücktrat. Der Freihandel war eine sehr wichtige Prinzipienfrage für Snowden, und der Beschluss der Regierung war für ihn der Tropfen, der das Fass zum Überlaufen brachte.
Ab 1933 war er offen kritisch gegen die Regierung, besonders gegen Premierminister MacDonald, und in seiner Autobiografie von 1934 attackierte er MacDonald bitter. Bei den Wahlen 1935 stützte Snowden das radikale ökonomische Programm, das der liberale Führer David Lloyd George verbreitete, welches kräftig steigende staatliche Ausgaben enthielt, aber gemäß Snowden verantwortungsvoll finanziert war. Er entwickelte eine persönliche Freundschaft mit Lloyd George und hätte bestimmt eine nähere Zusammenarbeit zwischen Labour und den Liberalen gerne gesehen, auch wenn er sie nicht öffentlich befürwortete.
Philip Snowden starb am 15. Mai 1937 nach längerer Krankheit an einem Herzinfarkt.

## Politische Ansichten
Snowdens politische Philosophie war ein fortschrittsoptimistisches Gesellschaftsverständnis. Er meinte, dass der Sozialismus sich als eine natürliche Entwicklung aus dem Kapitalismus ergeben würde. Während sich der Kapitalismus entwickelt, fordert er mehr Ordnung und Kontrolle. Dieser sollte sodann in eine staatlich kontrollierte Ökonomie übergehen, die Rücksicht auf die Interessen der gesamten Gesellschaft nimmt statt auf Profite einzelner Personen und Gruppen. Seine Gedanken darüber, wie diese Entwicklung exakt ablaufen sollte, waren nicht besonders klar.
Zentral für Snowdens Ansicht über den Sozialismus war, dass der Staat, der die Interessen der gesamten Gesellschaft beachtet, die große Verantwortung auf sich nehmen sollte, die Gesellschaft umzuwandeln und die Ökonomie zu kontrollieren, und er widersetzte sich deshalb den Ideen des Syndikalismus und Gewerkschaftssozialismus, einer gewerkschaftsgeführten Ökonomie und einer durch Arbeiter kontrollierten Industrie.
Er stellte sich vor, dass sozialistische Regierungen die wichtigsten Industrien und Rohstoffvorkommen schrittweise verstaatlichen sollten. Man könnte mit den Gruben und der Eisenbahn beginnen, um dann mit den Banken und Versicherungen weiterzumachen. Snowden sah dies immer als ein ziemlich langsamen Prozess, der nicht durch eine Revolution oder während einer einzigen Mandatsperiode durchgeführt werden könne. Besonders seit Beginn der 1920er Jahre, nachdem er kräftig Abstand vom revolutionären Weg des Bolschewismus genommen hatte, betonte er, dass eine Labourregierung sehr vorsichtig dabei agieren solle, die Ökonomie zu sozialisieren. Die erste sozialistische Administration sollte nur einen Teil eines Sozialisierungsprogrammes durchführen. Der Wähler könnte dann in einer allgemeinen Wahl Stellungen dazu nehmen, ob das Programm fortgesetzt werden sollte, und mehrere Regierungen hintereinander könnten den Sozialisierungsprozess vollenden.
Für die erste Labourregierung war es denn auch wichtig den Wählern zu zeigen, dass sie keine Umstürzler seien und eine verantwortungsvolle ökonomische Politik führen könne. Die ökonomische Politik, die eine Labourregierung mit dieser Sichtweise führen konnte, war in erster Linie für einen fortgeschrittenen Kapitalismus zu wirken, wie es aus eine liberale Regierung getan hätte. Als Finanzminister vertrat Snowden daher auch eine liberal-ökonomische Politik, welche größtes Gewicht auf ein ausgewogenes Budget, freien Handel und einen beibehaltenen Goldmünzfuß legte.
Dass Snowden sich der nationalen Koalitionsregierung MacDonalds anschloss beruhte darauf, dass seine ökonomische Philosophie es als eher erforderlich ansah, die Arbeitslosenunterstützung zu senken als das Budget in den Unterschuss zu bringen. Seine Ideen einer verantwortungsvollen ökonomischen Politik waren ihm wichtiger als die Parteizugehörigkeit. Als die nationale Regierung eine protektionistische Politik zu führen begann, wählte Snowden den Rücktritt. Obwohl Snowden pro forma sozialist war, betrieb er eine laissez-faire-Politik und seine Sparmaßen werden als deutlich orthodoxer als das Deficit Spending, das zu jener Zeit von J. M. Keynes und dem liberalen Politiker Lloyd George vorgeschlagen wurde, eingeordnet.
Die spätere Sicht auf Snowdens Wirken ist vor allem von seinem Anteil an dem gefärbt, was von Labour als Verrat aufgefasst wird – der Fall der Labourregierung und MacDonalds nationale Regierung, die praktisch eine konservative Regierung wurde. Sein Verhalten scheint jedoch nicht auf Opportunismus zu beruhen, sondern darvon, dass an seinen Prinzipien festhielt. Gleichzeitig war er nach der Spaltung in der Labour Party stark geprägt von Bitterkeit gegen seine früheren Parteigenossen, die er anklagte, feige gewesen zu sein, als sie die Sparmaßnahmen nicht durchführen wollten, die er für notwendig hielt, um Großbritanniens Ökonomie zu retten. Seine Wut über Labour führte dazu, dass er nicht sah, dass seine Unterstützung der nationalen Koalitionsregierung dazu beitrug, den Konservativen eine Möglichkeit zu geben, die Durchsetzung ihres protektionistischen Programmes zu beginnen, das er während eines großen Teil seines politischen Schaffens bekämpfte.

## Diverses
1930 verursachte Snowden einen diplomatischen Eklat, als er aufgrund der überzogenen französischen Reparationsforderungen gegenüber dem Deutschen Reich bei den Reparationsverhandlungen im Pariser Hotel George V. in einem Wutanfall auf den Tisch schlug und brüllte: „Das ist grotesk und lächerlich!“.

## Bibliographie

### Bücher
- Socialism and the Drink Lobby, 1908
- The Living Wage, 1912
- Socialism and Syndicalism, 1913
- Labour and National Finance, 1920
- Labour and the New World, 1921, revidiert 1924
- An Autobiography (2 band), 1934

### Kürzere Schriften
- Individual under Socialism, 1903
- The Christ that is to be, 1903
- The Chamberlain Bubble, 1903
- Labour Politics (mit Keir Hardie und David J. Shackleton), 1903
- The Industrial Muddle and the Way Out, circa 1901–1905
- Protection, Free Trade and Monopoly, 1904
- Facts for the Workers, 1904
- A Straight Talk to Ratepayers, 1906
- The Socialist Budget, 1907
- Old Age Pensions, This Year, 1907
- The New Workmen's Compensation Act Made Plain, 1907
- How to Get an Old Age Pension, 1908
- Socialism and Teetotalism, 1909
- Where is the Money to Come From: The Question Answered, 1909
- A Few Hints to Lloyd George, 1909
- In Defence of the Conciliation Bill, 1911
- The Dominant Issue, 1913
- A Plea for Peace, 1916
- Labour in Chains, 1917
- How to Pay for the War - Tax the Unearned Incomes of the Rich, 1916
- War and Peace, 1918
- Prospect and Retrospect, 1919
- Twenty Objections to Socialism, 1920
- Wages and Prices, 1920
- If Labour Rules, 1923
- The Big Business Budget, 1923 (kritisiert das Budget der konservativen Regierungen, basiert auf Snowdens Budgetrede im Unterhaus)
- The Housewife's Budget, 1924 (Snowdens Unterhausrede über Labours Budget)
- The Rich Man's Budget, 1925 (Snowdens Unterhausrede gegen Churchills budget)
- Tory Government's Pitiable Confession of Incapacity: Labour's Rising Challenge, 1926
- Rising Challenge, 1926
- The Way to Industrial Peace, 1927
- The Faith of a Democrat, 1928
- Mr. Lloyd George's New Deal, 1935
- The General Election, 1935
- End this Colossal Waste: A Neglected Palliative to Unemployment, 1936